# Meu Alvo
Meu Alvo é o oitavo álbum do cantor Kleber Lucas, gravado em estúdio e também ao vivo. O disco reuniu composições de vários músicos da música cristã, como Luiz Arcanjo, vocalista do Trazendo a Arca, Cláudio Claro, entre outros compositores. Há também a participação de Marcão, ex-vocalista do Fruto Sagrado, Nívea Soares e Fernandinho. Por vender mais de quarenta mil cópias, foi certificado com disco de ouro pela ABPD.

## Faixas
1. "Resplandece"
2. "Meu Alvo"
3. "Efatá"
4. "O nome de Jesus"
5. "Incendeia"
6. "Ziguezagueando"
7. "O Toque da Tua Glória"
8. "Bom Samaritano"
9. "Minha Casa"
10. "A música de Deus"
11. "Uma mulher de fé"
12. "A Voz do Pai"
13. "Eu Te Louvarei"
14. "Graça"

## Clipes
| Música    | Lançamento             |
| --------- | ---------------------- |
| Incendeia | 19 de novembro de 2009 |